# U-20-Fußball-Weltmeisterschaft der Frauen 2010/Gruppe C
Gruppe C der U-20-Fußball-Weltmeisterschaft der Frauen 2010:

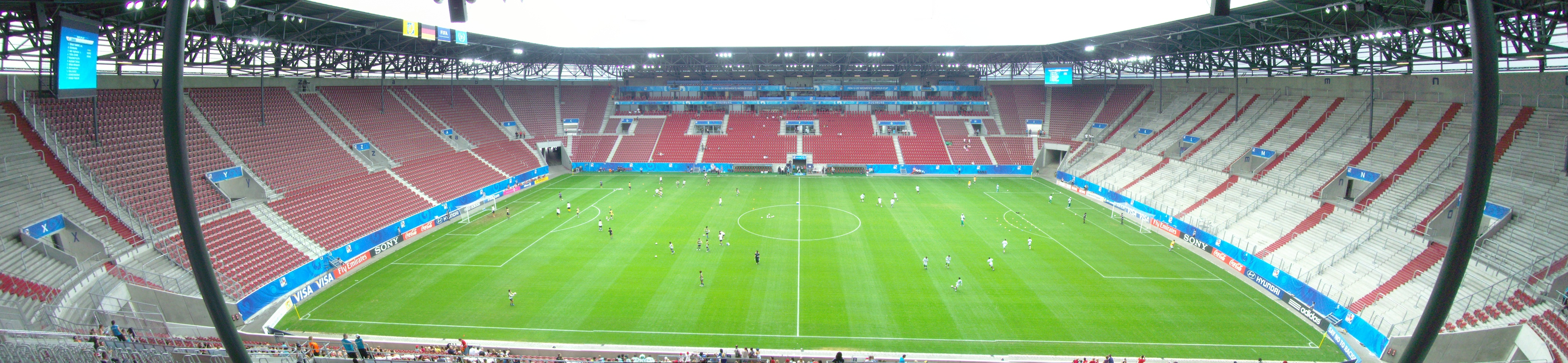
Die vier ersten Spiele der Gruppe C fanden im Augsburger FIFA U-20-Frauen-WM-Stadion Augsburg statt.

| Pl. | Land    | Sp. | S | U | N | Tore    | Diff. | Punkte |
| --- | ------- | --- | - | - | - | ------- | ----- | ------ |
| 1.  | Mexiko  | 3   | 1 | 2 | 0 | 005:400 | +1    | 05     |
| 2.  | Nigeria | 3   | 1 | 2 | 0 | 004:300 | +1    | 05     |
| 3.  | Japan   | 3   | 1 | 1 | 1 | 007:600 | +1    | 04     |
| 4.  | England | 3   | 0 | 1 | 2 | 002:500 | −3    | 01     |

## England – Nigeria 1:1 (1:0)
| England                                                              | England | Nigeria | Nigeria |
| -------------------------------------------------------------------- | --- | --- | ------- |
| England                                                              | \| 1. Spieltag \| \| 14. Juli 2010 um 11:30 Uhr in Augsburg (FIFA U-20-Frauen-WM-Stadion) \| \| Zuschauer: 2.400[1] \| \| Schiedsrichterin: Jenny Palmqvist ( Schweden) \| \| Spielbericht \|                                                                        | \| 1. Spieltag \| \| 14. Juli 2010 um 11:30 Uhr in Augsburg (FIFA U-20-Frauen-WM-Stadion) \| \| Zuschauer: 2.400[1] \| \| Schiedsrichterin: Jenny Palmqvist ( Schweden) \| \| Spielbericht \|                                                                | Nigeria |
| England                                                              | Rebecca Spencer – Chelsea Weston, Jade Moore, Kerys Harrop, Jessica Holbrook (6. Lucy Staniforth), Jordan Nobbs, Toni Duggan, Michelle Hinnigan (63. Danielle Carter), Lyndsey Cunningham, Lucy Bronze, Isobel Christiansen (75. Demi Stokes) Cheftrainer: Mo Marley | Alaba Jonathan – Martina Ohadugha, Esther Sunday, Ebere Orji (69. Charity Adule), Desire Oparanozie, Rebecca Kalu, Glory Iroka (51. Amarachi Okoronkwo), Soo Adekwagh, Joy Jegede , Helen Ukaonu, Osinachi Ohale (48. Blessing Edoho) Cheftrainer: Ndem Egan | Nigeria |
| England                                                              | 1:0 Harrop (45.) | 1:1 Oparanozie (60.) | Nigeria |
| 1. Spieltag                                                          | | |         |
| 14. Juli 2010 um 11:30 Uhr in Augsburg (FIFA U-20-Frauen-WM-Stadion) | | |         |
| Zuschauer: 2.400                                                     | | |         |
| Schiedsrichterin: Jenny Palmqvist ( Schweden)                        | | |         |
| Spielbericht                                                         | | |         |

## Mexiko – Japan 3:3 (3:1)
| Mexiko                                                               | Mexiko | Japan | Japan |
| -------------------------------------------------------------------- | --- | --- | ----- |
| Mexiko                                                               | \| 1. Spieltag \| \| 14. Juli 2010 um 14:30 Uhr in Augsburg (FIFA U-20-Frauen-WM-Stadion) \| \| Zuschauer: 2.400[1] \| \| Schiedsrichterin: Bibiana Steinhaus ( Deutschland) \| \| Spielbericht \|                                                                                   | \| 1. Spieltag \| \| 14. Juli 2010 um 14:30 Uhr in Augsburg (FIFA U-20-Frauen-WM-Stadion) \| \| Zuschauer: 2.400[1] \| \| Schiedsrichterin: Bibiana Steinhaus ( Deutschland) \| \| Spielbericht \|                                  | Japan |
| Mexiko                                                               | Cecilia Santiago – Alina Garciamendez, Valeria Miranda, Kenti Robles (87. Bianca Sierra), Nayeli Rangel , Mirelle Arciniega (41. Angelica Figueroa), Stephany Mayor, Charlyn Corral (72. Olivia Jimenez), Renae Cuéllar, Monica Alvarado, Natalie Garcia Cheftrainer: Roberto Medina | Erina Yamane – Natsuki Kishikawa, Saki Kumagai , Yuria Obara (63. Sawako Yasumoto), Nozomi Fujita, Megumi Takase, Mana Iwabuchi, Emi Nakajima, Yūka Kado, Ayano Dozono (72. Yuika Sugasawa), Shoko Yamada Cheftrainer: Norio Sasaki | Japan |
| Mexiko                                                               | 1:1 Cuéllar (31.) 2:1 Corral (41.) 3:1 Rangel (45.) | 0:1 Takase (19.) 3:2 Cuellar (64., Eigentor) 3:3 Iwabuchi (88.) | Japan |
| Mexiko                                                               | Mayor (90.) | | Japan |
| 1. Spieltag                                                          | | |       |
| 14. Juli 2010 um 14:30 Uhr in Augsburg (FIFA U-20-Frauen-WM-Stadion) | | |       |
| Zuschauer: 2.400                                                     | | |       |
| Schiedsrichterin: Bibiana Steinhaus ( Deutschland)                   | | |       |
| Spielbericht                                                         | | |       |

## England – Mexiko 0:1 (0:0)
| England                                                              | England | Mexiko | Mexiko |
| -------------------------------------------------------------------- | --- | --- | ------ |
| England                                                              | \| 2. Spieltag \| \| 17. Juli 2010 um 18:00 Uhr in Augsburg (FIFA U-20-Frauen-WM-Stadion) \| \| Zuschauer: 3.100[1] \| \| Schiedsrichterin: Silvia Reyes Juárez ( Peru) \| \| Spielbericht \|                                                                 | \| 2. Spieltag \| \| 17. Juli 2010 um 18:00 Uhr in Augsburg (FIFA U-20-Frauen-WM-Stadion) \| \| Zuschauer: 3.100[1] \| \| Schiedsrichterin: Silvia Reyes Juárez ( Peru) \| \| Spielbericht \|                                                                                    | Mexiko |
| England                                                              | Rebecca Spencer – Chelsea Weston, Gilly Flaherty, Jade Moore, Kerys Harrop, Jordan Nobbs, Toni Duggan, Michelle Hinnigan (86. Rebecca Jane), Demi Stokes (64. Lucy Staniforth), Lucy Bronze, Isobel Christiansen (78. Danielle Carter) Cheftrainer: Mo Marley | Cecilia Santiago – Bianca Sierra, Alina Garciamendez, Kenti Robles, Nayeli Rangel , Stephany Mayor, Charlyn Corral (87. Natalia Gomez Junco), Renae Cuéllar (90. Ashley Kotero), Monica Alvarado (26. Monica Jimenez), Natalie Garcia, Mar Rodriguez Cheftrainer: Roberto Medina | Mexiko |
| England                                                              | 0:1 Cuellar (62.) | | Mexiko |
| 2. Spieltag                                                          | | |        |
| 17. Juli 2010 um 18:00 Uhr in Augsburg (FIFA U-20-Frauen-WM-Stadion) | | |        |
| Zuschauer: 3.100                                                     | | |        |
| Schiedsrichterin: Silvia Reyes Juárez ( Peru)                        | | |        |
| Spielbericht                                                         | | |        |

## Nigeria – Japan 2:1 (2:0)

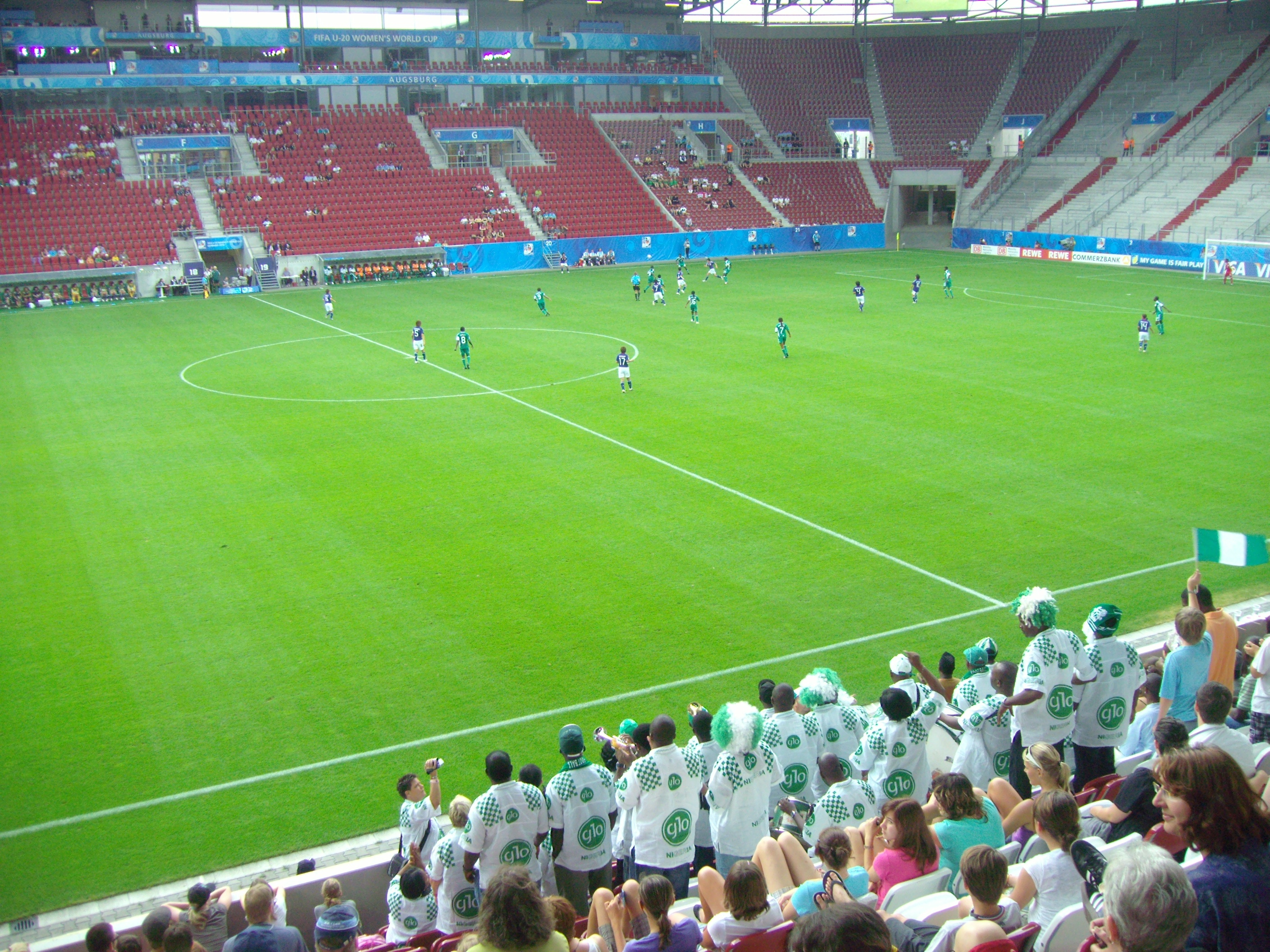
Die nigerianische Abwehr stand meist sicher. Vor weitgehend leeren Rängen hatte eine nigerianische Fan-Gruppe früh Grund zum Feiern.

Nach den unentschiedenen Begegnungen des ersten Spieltags der Gruppe C begannen die nigerianischen Falconets gegen Japan durchsetzungsstark mit schnellem Spiel in die Offensive: Die Stürmerinnen Amarachi Okoronkwo und Desire Oparanozie konnten nach 6 und nach 17 Minuten die japanische Torhüterin Erina Yamane überwinden. Auch das Offensivtalent Esther Sunday sorgte durch Positionswechsel bis zu ihrer Auswechselung in der zweiten Halbzeit für Druck auf die japanische Defensive. Nach dem 2:0 zog sich Nigeria weiter zurück, versuchte aber noch häufiger mit schnellem Spiel nach vorne zum Erfolg zu kommen.
Die japanischen Offensivebemühungen entwickelten sich nur langsam; kurze Pässe erschwerten die Nigerianerinnen durch geschicktes Stellungsspiel; auch mit langen Bällen konnten die Japanerinnen den häufig größeren und athletischeren Nigerianerinnen kaum beikommen. In einem engagiert geführten, aber meist fairen Spiel dauerte es bis zur 62. Minute, bis die japanische Spielmacherin Mana Iwabuchi einen Fehler der Torfrau Alaba Jonathan zum Anschlusstreffer nutzen konnte. Die nur 1,53 Meter große Iwabuchi, 2008 als asiatische Jugendfußballerin des Jahres ausgezeichnet, konnte auch sonst Offensivakzente für Japan setzen. Nach dem Anschlusstreffer baute jedoch Nigeria wieder größeren Druck auf, konnte seinen Ballbesitzanteil wieder auf insgesamt 51 Prozent anheben, kam durch Esther Sunday, Ebere Orji und Cecilia Nku zu Torchancen. Zuletzt vergab Desire Oparanozie in der Schlussminute eine Tormöglichkeit nach einem weiteren Konter.
| Nigeria                                                              | Nigeria | Japan | Japan |
| -------------------------------------------------------------------- | --- | --- | ----- |
| Nigeria                                                              | \| 2. Spieltag \| \| 17. Juli 2010 um 15:00 Uhr in Augsburg (FIFA U-20-Frauen-WM-Stadion) \| \| Zuschauer: 3.100[1] \| \| Schiedsrichterin: Cristina Dorcioman ( Rumänien) \| \| Spielbericht \|                                        | \| 2. Spieltag \| \| 17. Juli 2010 um 15:00 Uhr in Augsburg (FIFA U-20-Frauen-WM-Stadion) \| \| Zuschauer: 3.100[1] \| \| Schiedsrichterin: Cristina Dorcioman ( Rumänien) \| \| Spielbericht \|                               | Japan |
| Nigeria                                                              | Alaba Jonathan – Martina Ohadugha, Esther Sunday (71. Charity Adule), Ebere Orji, Desire Oparanozie, Rebecca Kalu, Soo Adekwagh (66. Cecilia Nku), Joy Jegede , Amarachi Okoronkwo, Helen Ukaonu, Osinachi Ohale Cheftrainer: Ndem Egan | Erina Yamane – Natsuki Kishikawa, Saki Kumagai , Yuria Obara (46. Yuika Sugasawa), Nozomi Fujita, Megumi Takase, Mana Iwabuchi, Emi Nakajima, Yūka Kado, Ayano Dozono (63. Michi Gotō), Shoko Yamada Cheftrainer: Norio Sasaki | Japan |
| Nigeria                                                              | 1:0 Okoronkwo (6.) 2:0 Oparanozie (17.) | 2:1 Iwabuchi (62.) | Japan |
| Nigeria                                                              | Takase (53.) | | Japan |
| 2. Spieltag                                                          | | |       |
| 17. Juli 2010 um 15:00 Uhr in Augsburg (FIFA U-20-Frauen-WM-Stadion) | | |       |
| Zuschauer: 3.100                                                     | | |       |
| Schiedsrichterin: Cristina Dorcioman ( Rumänien)                     | | |       |
| Spielbericht                                                         | | |       |

## Japan – England 3:1 (1:0)
| Japan                                                                 | Japan | England | England |
| --------------------------------------------------------------------- | --- | --- | ------- |
| Japan                                                                 | \| 3. Spieltag \| \| 21. Juli 2010 um 15:00 Uhr in Bielefeld (FIFA U-20-Frauen-WM-Stadion) \| \| Zuschauer: 5.420 \| \| Schiedsrichterin: Mercy Tagoe ( Ghana) \| \| Spielbericht \|                                                                        | \| 3. Spieltag \| \| 21. Juli 2010 um 15:00 Uhr in Bielefeld (FIFA U-20-Frauen-WM-Stadion) \| \| Zuschauer: 5.420 \| \| Schiedsrichterin: Mercy Tagoe ( Ghana) \| \| Spielbericht \|                                                                          | England |
| Japan                                                                 | Erina Yamane – Misaki Kobayashi, Natsuki Kishikawa (90. Shiori Kinoshita), Saki Kumagai , Yuria Obara (91. Yuko Takeyama), Nozomi Fujita, Megumi Takase, Mana Iwabuchi (89. Nanami Seguchi), Emi Nakajima, Yūka Kado, Akane Saitō Cheftrainer: Norio Sasaki | Rebecca Spencer – Chelsea Weston, Gilly Flaherty (76. Rebecca Jane), Jade Moore, Kerys Harrop, Jordan Nobbs, Toni Duggan, Michelle Hinnigan (52. Danielle Carter), Demi Stokes, Lucy Bronze, Isobel Christiansen (63. Lucy Staniforth) Cheftrainer: Mo Marley | England |
| Japan                                                                 | 1:0 Nakajima (20.) 2:0 Kishikawa (74.) 3:0 Kishikawa (78.) | 3:1 Duggan (83. Foulelfmeter) | England |
| Japan                                                                 | Kado (29.), Saito (54.) | | England |
| 3. Spieltag                                                           | | |         |
| 21. Juli 2010 um 15:00 Uhr in Bielefeld (FIFA U-20-Frauen-WM-Stadion) | | |         |
| Zuschauer: 5.420                                                      | | |         |
| Schiedsrichterin: Mercy Tagoe ( Ghana)                                | | |         |
| Spielbericht                                                          | | |         |

## Nigeria – Mexiko 1:1 (1:0)
| Nigeria                                            | Nigeria | Mexiko | Mexiko |
| -------------------------------------------------- | --- | --- | ------ |
| Nigeria                                            | \| 3. Spieltag \| \| 21. Juli 2010 um 15:00 Uhr in Bochum (Ruhrstadion) \| \| Zuschauer: 2.450 \| \| Schiedsrichterin: Christina Pedersen ( Norwegen) \| \| Spielbericht \|                                                                                 | \| 3. Spieltag \| \| 21. Juli 2010 um 15:00 Uhr in Bochum (Ruhrstadion) \| \| Zuschauer: 2.450 \| \| Schiedsrichterin: Christina Pedersen ( Norwegen) \| \| Spielbericht \|                                                                                                   | Mexiko |
| Nigeria                                            | Alaba Jonathan – Martina Ohadugha (88. Charity Adule), Cecilia Nku, Esther Sunday, Ebere Orji (46. Ngozi Ebere (68. Uchechi Sunday)), Desire Oparanozie, Rebecca Kalu, Joy Jegede , Amarachi Okoronkwo, Helen Ukaonu, Osinachi Ohale Cheftrainer: Ndem Egan | Cecilia Santiago – Bianca Sierra, Alina Garciamendez, Kenti Robles, Nayeli Rangel , Stephany Mayor, Charlyn Corral (46. Olivia Jimenez), Renae Cuéllar, Angelica Figueroa (59. Natalia Gomez Junco), Natalie Garcia, Mar Rodriguez (74. Ana Cruz) Cheftrainer: Roberto Medina | Mexiko |
| Nigeria                                            | 1:0 Orji (16.) | 1:1 Garciamendez (77.) | Mexiko |
| 3. Spieltag                                        | | |        |
| 21. Juli 2010 um 15:00 Uhr in Bochum (Ruhrstadion) | | |        |
| Zuschauer: 2.450                                   | | |        |
| Schiedsrichterin: Christina Pedersen ( Norwegen)   | | |        |
| Spielbericht                                       | | |        |